# Johannes Blumer-Egloff

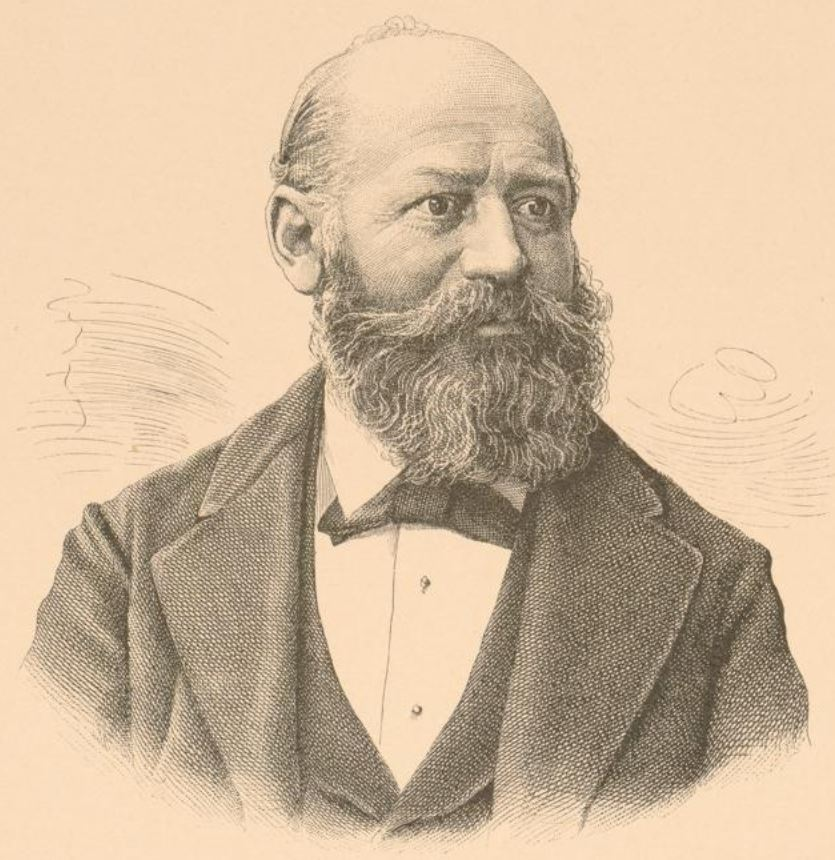
Johannes Blumer-Egloff (1892)

Johannes Blumer beziehungsweise mit Allianznamen Johannes Blumer-Egloff (* 28. oder 27. Februar oder März 1835 in Glarus; † 30. April 1928 in Zürich; heimatberechtigt in Glarus) war ein Schweizer Textilunternehmer, Münzsammler und freisinniger Politiker.

## Leben

### Familie
Johannes Blumer war der gleichnamige Sohn des Gastwirts und Landesboten Johannes Blumer (* 18. Februar 1798 in Nidfurn; † 3. September 1867 in Glarus) und von dessen Ehefrau Margaretha (* 8. Dezember 1806 in Schwanden; † 19. Januar 1886 in Glarus), der Tochter von Hans Rudolf Blesi (1754–1826); er hatte noch eine Schwester.
Er war mit Elisa Adeline (geb. Egloff) (* 23. November 1837 in Tägerwilen; † 20. September 1913 in Glarus), der Tochter eines Arztes aus Uttwil, verheiratet. Gemeinsam hatten sie mehrere Kinder.

### Werdegang
Nach dem Besuch der Sekundarschule hielt sich Blumer von 1850 bis 1852 in Galveston in Texas auf. Nach seiner Rückkehr in die Schweiz wurde er zunächst Textilhandelsreisender und war anschliessend von 1857 bis 1860 Teilhaber am Trikotgeschäft Gallmann in Amriswil.
1860 wurde er Mitgründer und war bis 1889 Teilhaber der Textilfabrikations- und Handelsfirma Blumer & Wild in St. Gallen. Dieses Unternehmen stellte hauptsächlich Trikotwaren her und vertrieb diese. Blumer ging als einer der Ersten in der Schweiz zur serienmässigen industriellen Fertigung von Kleidungsstücken und zum Handel mit Fertigkleidern über. 1878 war er mit seinen Artikeln auf der Weltausstellung in Paris vertreten. Auf der Weltausstellung in Sydney erhielt er 1880 eine Silbermedaille und auf der internationalen Ausstellung in Melbourne 1881 einen zweiten Preis. 1886 präsidierte er eine Versammlung, in der sich Interessenten für die Einführung der industriellen Verarbeitung der leichten Wollgewebe versammelten. 1900 war er Präsident des Verwaltungsrats der Schweizerischen Wollwarenfabrik.
1878 wurde er vom St. Galler Regierungsrat in die Revisionskommission der St. Galler Kantonalbank bestellt. 1890 wurde er Mitglied im Aufsichtsrat der Unionbank St. Gallen.

### Politisches und gesellschaftliches Wirken
Blumer-Egloff beteiligte sich 1881 an einer Hilfsaktion zugunsten der Einwohner, die vom Bergsturz von Elm betroffen waren.
1882 war er Mitglied des kantonalen Ausstellungsausschusses im Zentralausschuss der Schweizerischen Landesausstellung 1883, an der er auch beteiligt war.
Vom 5. Dezember 1887 bis zum 3. Dezember 1893 war er freisinniger Nationalrat und setzte sich dort für die Interessen von Kleinhandel, Textilgewerbe und kleinen Industrien ein. Er empfahl unter anderem die Einführung einer Höheren Handelsschule, doch wurde der Vorschlag abgelehnt. 1892 wirkte er als Mitglied in der Kommission für den Bundesbeitrag zur Beteiligung an der Weltausstellung in Chicago mit.
1894 gründete er den Schweizerischen Wirkereiverein, und 1909 war er Mitgründer des Schweizerischen Detaillistenvereins (Händler, der Waren in kleinen Mengen an Endverbraucher verkauft).
1896 war er aktiv an der Schweizerischen Landesausstellung in Genf beteiligt, wo er als Vizepräsident des Komitees der Gruppe für Kleiderkonfektion amtete.
Als eidgenössischer Unterhändler war er bei Zoll- und Handelsverträgen beteiligt.
1892 nahm er seinen Wohnsitz in Zürich und widmete sich sowohl seinen Privatinteressen als auch sozial-karitativen Tätigkeiten. So war er unter anderem am 15. März 1895 mit Heinrich Kesselring (1832–1919) Mitbegründer und bis 1906 Präsident des Vereins Arbeiterkolonie Herdern in Herdern bei Frauenfeld; der Verein eröffnete am 1. November 1895 im Schloss Herdern eine Arbeiterkolonie für arbeitslose und strafentlassene Männer sowie für sogenannte Vaganten. 1921 wurde er zum Ehrenpräsidenten des Vereins ernannt.
1897 war er ein Hauptförderer des Schweizerischen Kreditoren-Verbandes und gehörte dem Bezirkskomitee an, das sich gebildet hatte, um für das Kranken- und Unfallversicherungsgesetz zu werben.
1907 setzte er sich gegen ausländische Hausierer ein.

### Mitgliedschaften
Gemeinsam mit dem Züricher Mediziner Louis Naegeli (1858–1951), dem Privatgelehrten Friedrich Imhoof-Blumer (1838–1920), dem Assistenten am Schweizerischen Landesmuseum Emil Hahn (1867–1946) und dem Bibliothekar und späteren Direktor der Stadtbibliothek Zürich Felix Burckhardt (1883–1962) gründete Blumer-Egloff 1914 das Numismatische Kränzchen, das als Freie Vereinigung Zürcher Numismatiker (FVZN) bis heute existiert.

## Schriften
- Bericht über Gruppe IV. Klasse 37. Zürich, 1879 (Digitalisat).